# 家倉悌二郎
家倉 悌二郎（いえくら ていじろう、1900年〈明治33年〉2月21日 - 1956年〈昭和31年〉9月6日）は、昭和時代の台湾総督府官僚。

## 経歴
福井県に生まれる。1927年（昭和2年）3月、同志社大学法学部経済学科を卒業し、台湾総督府財務局に奉職する。1940年（昭和15年）10月、地方理事官に進み、基隆市助役に就任し、1942年（昭和17年）4月、新竹州桃園郡守に転じた。
戦後は敦賀市収入役を務めた。